# (673088) 2015 AL281
(673088) 2015 AL281 est un objet transneptunien du groupe des cubewanos, de magnitude absolue 6,26. Son diamètre est estimé à environ 200 kilomètres.